# Tveta socken, Värmland
Tveta socken i Värmland ingick i Näs härad, uppgick 1951 i Säffle stad, och området, ingår sedan 1971 i Säffle kommun och motsvarar från 2016 Tveta distrikt.
Socknens areal var 75,05 kvadratkilometer varav 69,48 land.  År 2000 fanns här 721 invånare. Sockenkyrkan Tveta kyrka ligger i socknen.   

## Administrativ historik
Socknen har medeltida ursprung.
Vid kommunreformen 1862 övergick socknens ansvar för de kyrkliga frågorna till Tveta församling och för de borgerliga frågorna bildades Tveta landskommun. Landskommunen inkorporerades 1951 i Säffle stad som 1971 ombildades till Säffle kommun.
1 januari 2016 inrättades distriktet Tveta, med samma omfattning som församlingen hade 1999/2000.  
Socknen har tillhört län, fögderier, tingslag och domsagor enligt vad som beskrivs i artikeln Näs härad. De indelta soldaterna tillhörde Värmlands regemente, Näs kompani.

## Geografi
Tveta socken ligger nördväst om Värmlandsnäs, väster om Säffle med sjön Sjönsjö i nordost och Vänern i söder med öar som Önaholm. Socknen är en kuperad odlings och skogsbygd.
Socknen genomkorsas av E45 samt av järnvägen Göteborg C – Kil – Karlstad C. På Önaholm ligger Önaholms gård. Längs ovan nämnd järnväg ligger byarna Gatan med bygdegård samt Getebol. I nordväst ligger byn Vickersrud.

## Fornlämningar
Från stenåldern finns boplatser och tre hällkistor. Från bronsåldern finns cirka 20 gravrösen. Från järnåldern finns två gravfält.

## Namnet
Namnet skrevs 1503 Twethe och innehåller plural av tvet, 'huggspån; röjning'. Syftningen är oklar.

## Befolkningsutveckling
| Befolkningsutvecklingen i Tveta socken, Värmland 1780–1990                                               | Befolkningsutvecklingen i Tveta socken, Värmland 1780–1990 | Befolkningsutvecklingen i Tveta socken, Värmland 1780–1990 | Befolkningsutvecklingen i Tveta socken, Värmland 1780–1990 | Befolkningsutvecklingen i Tveta socken, Värmland 1780–1990 |
| --- | ---------------------------------------------------------- | ---------------------------------------------------------- | ---------------------------------------------------------- | ---------------------------------------------------------- |
| |                                                            |                                                            |                                                            |                                                            |
| År |                                                            |                                                            | Folkmängd                                                  |                                                            |
| 1780 | 1780                                                       |                                                            | 939                                                        |                                                            |
| 1790 | 1790                                                       |                                                            | 912                                                        |                                                            |
| 1800 | 1800                                                       |                                                            | 1 382                                                      |                                                            |
| 1810 | 1810                                                       |                                                            | 992                                                        |                                                            |
| 1820 | 1820                                                       |                                                            | 1 043                                                      |                                                            |
| 1830 | 1830                                                       |                                                            | 1 166                                                      |                                                            |
| 1840 | 1840                                                       |                                                            | 1 388                                                      |                                                            |
| 1850 | 1850                                                       |                                                            | 1 536                                                      |                                                            |
| 1860 | 1860                                                       |                                                            | 1 628                                                      |                                                            |
| 1870 | 1870                                                       |                                                            | 1 638                                                      |                                                            |
| 1880 | 1880                                                       |                                                            | 1 627                                                      |                                                            |
| 1890 | 1890                                                       |                                                            | 1 280                                                      |                                                            |
| 1900 | 1900                                                       |                                                            | 1 260                                                      |                                                            |
| 1910 | 1910                                                       |                                                            | 1 171                                                      |                                                            |
| 1920 | 1920                                                       |                                                            | 1 061                                                      |                                                            |
| 1930 | 1930                                                       |                                                            | 959                                                        |                                                            |
| 1940 | 1940                                                       |                                                            | 916                                                        |                                                            |
| 1950 | 1950                                                       |                                                            | 844                                                        |                                                            |
| 1960 | 1960                                                       |                                                            | 780                                                        |                                                            |
| 1970 | 1970                                                       |                                                            | 655                                                        |                                                            |
| 1980 | 1980                                                       |                                                            | 691                                                        |                                                            |
| 1990 | 1990                                                       |                                                            | 694                                                        |                                                            |
| Anm: Källor: Umeå universitet - Tabellverket 1749-1859, Demografiska databasen, CEDAR, Umeå universitet. |                                                            |                                                            |                                                            |                                                            |